# MG 3
MG 3 – samochód osobowy klasy subkompaktowej produkowany pod brytyjsko-chińską marką MG od 2008 roku. Od 2024 roku produkowana jest trzecia generacja modelu.

## Pierwsza generacja

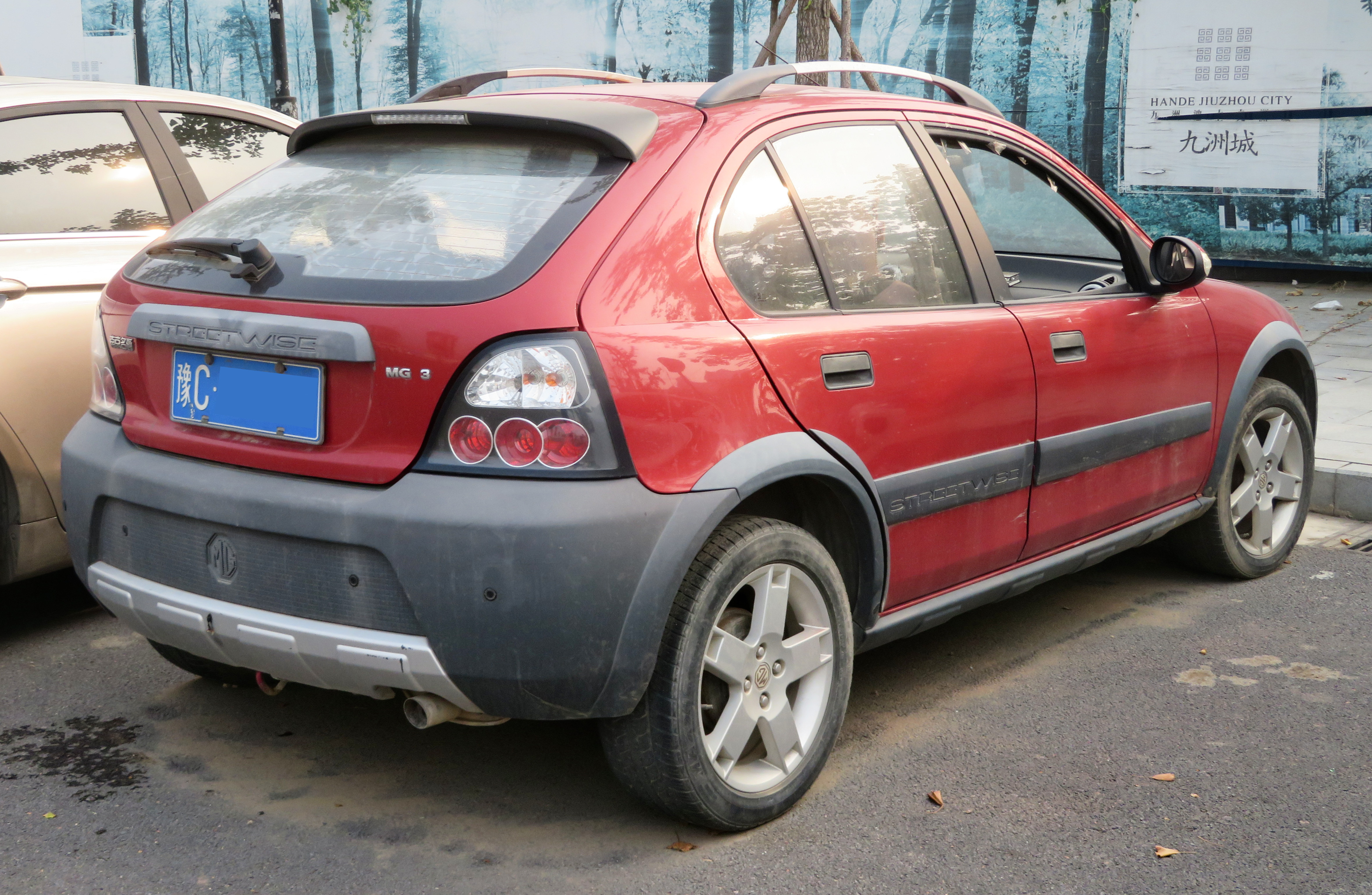
MG 3 SW - tył

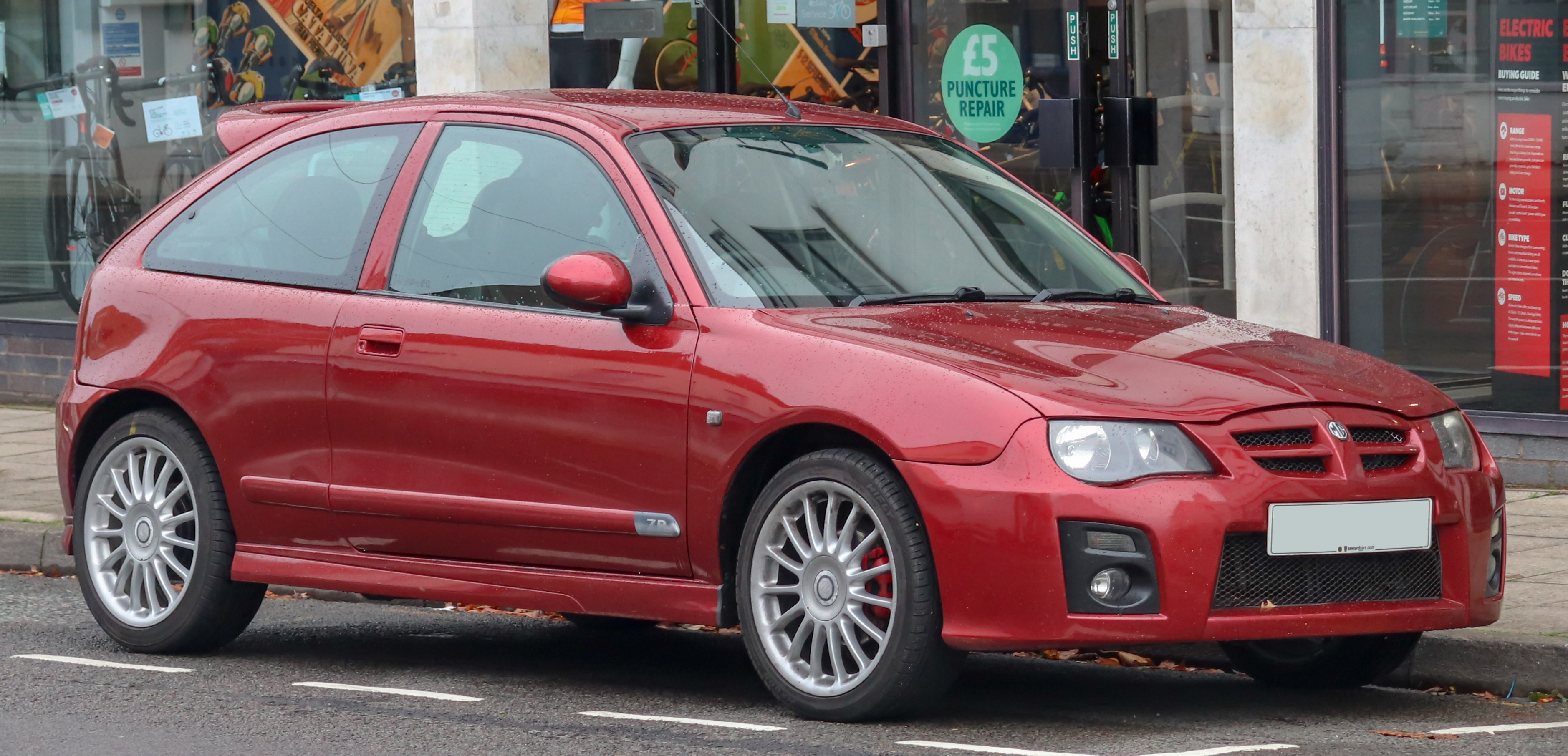
MG 3 ZR

MG 3 I został zaprezentowany po raz pierwszy w 2008 roku.
Po bankructwie brytyjskiego przedsiębiorstwa MG Rover w lipcu 2005 roku, masę upadłościową wraz z prawami do produkcji wybranych pojazdów marek Rover oraz MG kupił chiński koncern Nanjing Automobile. W latach 2006–2008 w chińskim Nankinie wyprodukowano próbną pulę dawnej rodziny modeli 25 oraz MG ZR w różnych konfiguracjach jako nowe, chińskie MG 3 i później - MG 3 ZR. 
Samochody łączyły różne elementy dotychczas rozróżniające wizualnie Rovery od bardziej sportowych MG, z przeważającą częścią elementów wykończenia nadwozia z dawnego MG ZR. Zaliczały się do nich zewnętrzne spojlery, charakterystyczna atrapa chłodnicy o strukturze kraty, zderzaki przednie i tylne, wystrój deski rozdzdzielczej czy lampy tylne z szaro-czerwonymi wkładami. Detale różniły się w zależności od etapu próbnego okresu produkcji, który ostatecznie nie wykroczył poza fazę testową. 
Różniące się wyglądem egzemplarze prezentowane były w latach 2006–2008 na różnych wystawach i prezentacjach w Chinach. Nie zdecydowano się jednak na wprowadzenie do sprzedaży MG 3 w żadnej z tego typu postaci.

### MG 3 SW
Po próbnym okresie, koncern Nanjing Automobile, który w międzyczasie dokonał fuzji z SAIC, do seryjnej produkcji w Chinach wdrożył ostatecznie tylko dawnego brytyjskiego Rovera Streetwise'a stylizowanego na crossovera, nadając mu nazwę MG 3 SW. Samochód zyskał jedynie kosmetyczne różnice względem dawnego brytyjskiego pierwowzoru, odróżniając się oznaczeniami producenta, dostępnymi kolorami nadwozia oraz innymi lampami tylnymi, które zapożyczono z innej dawnej wariacji tego modelu - MG ZR.

### Silnik
- R4 1.4l K-Series

## Druga generacja

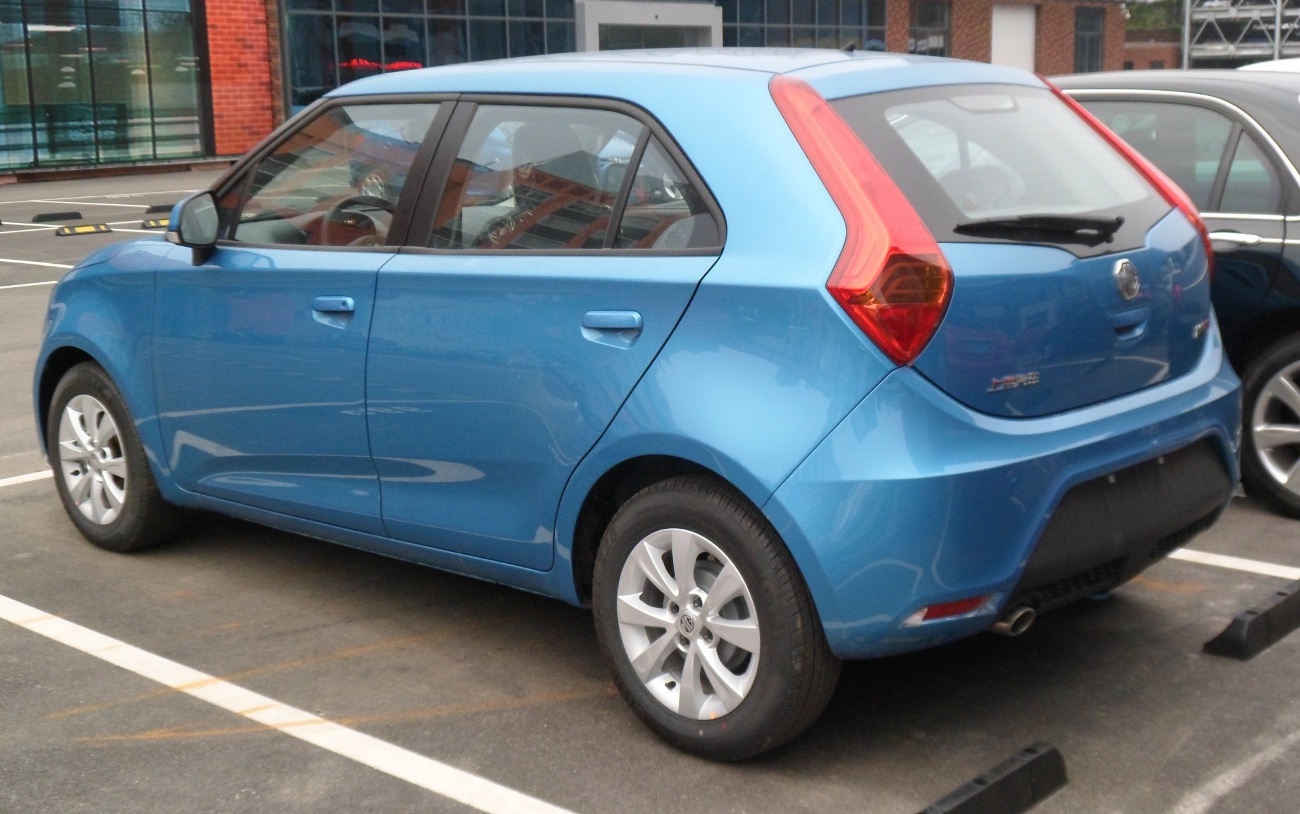
MG 3 II - tył

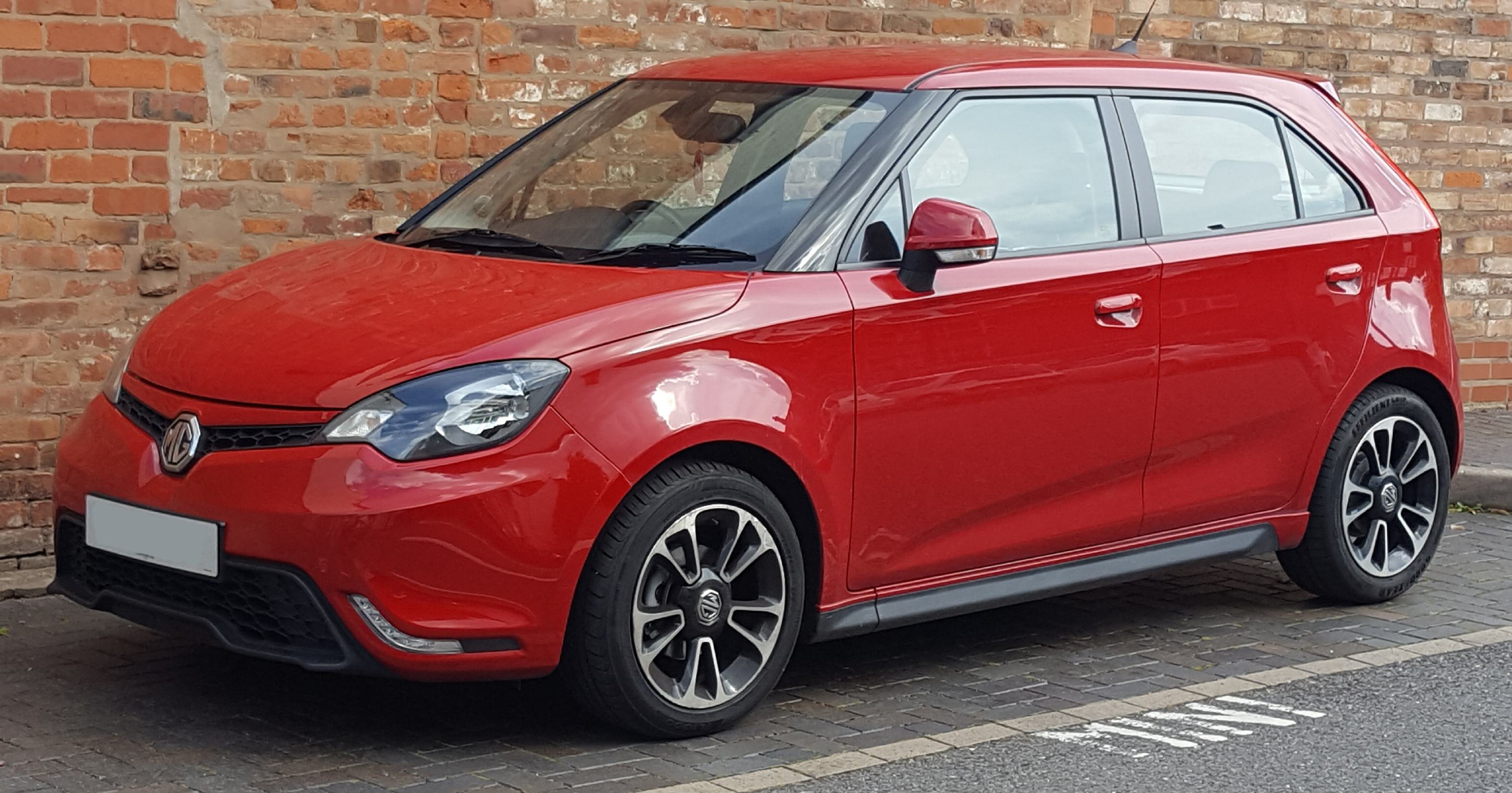
MG 3 II po liftingu

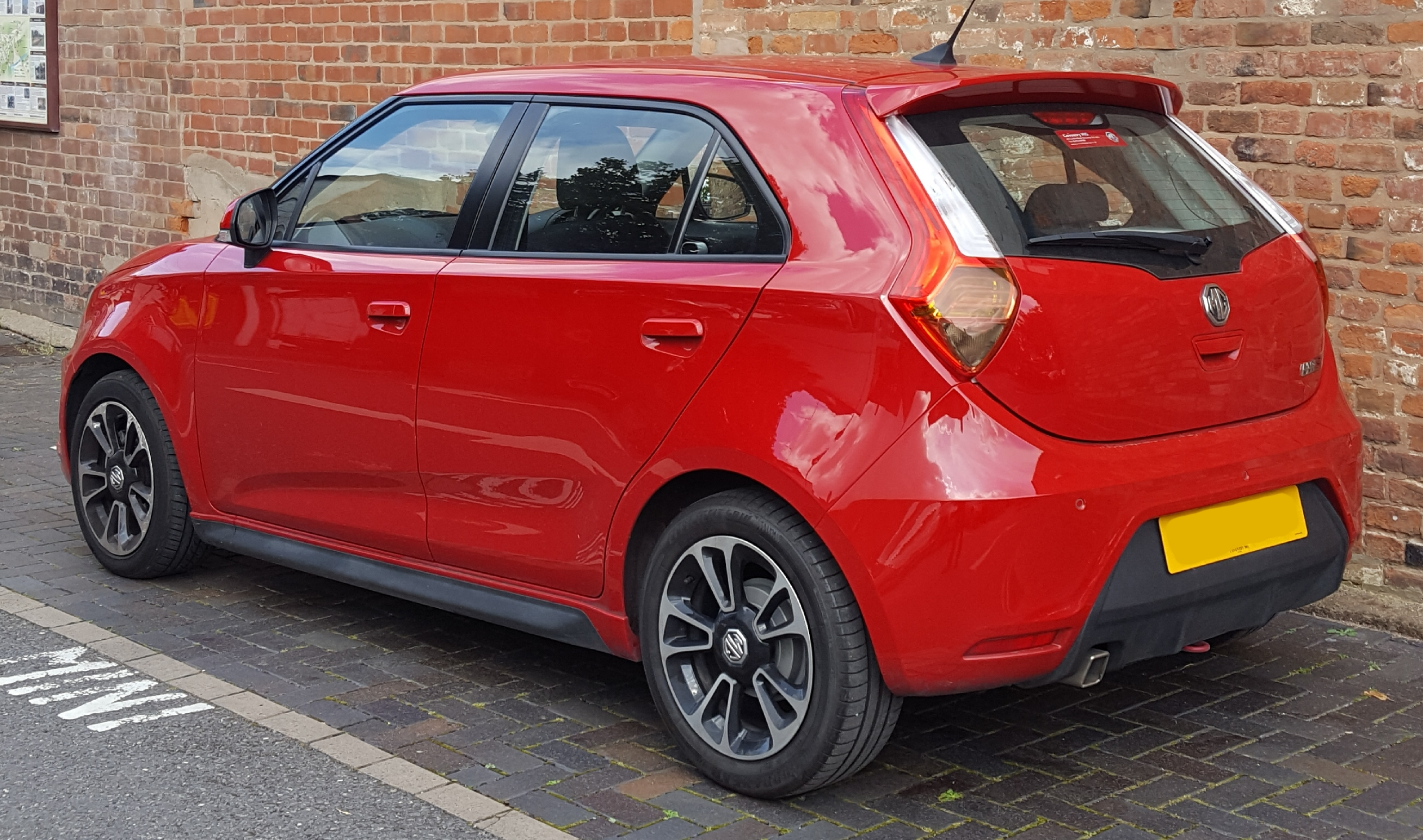
MG 3 II - tył po liftingu

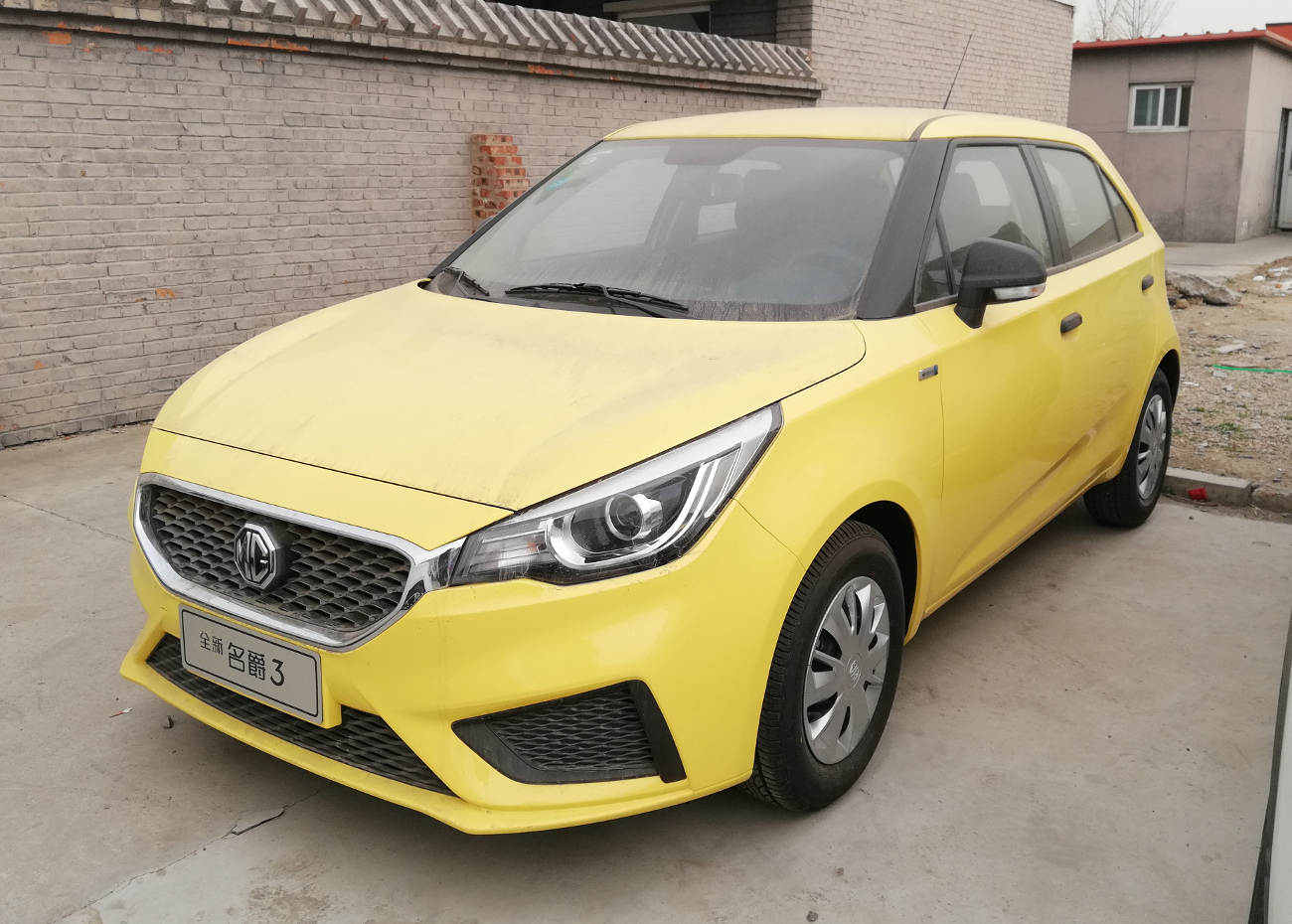
MG 3 II po drugim liftingu

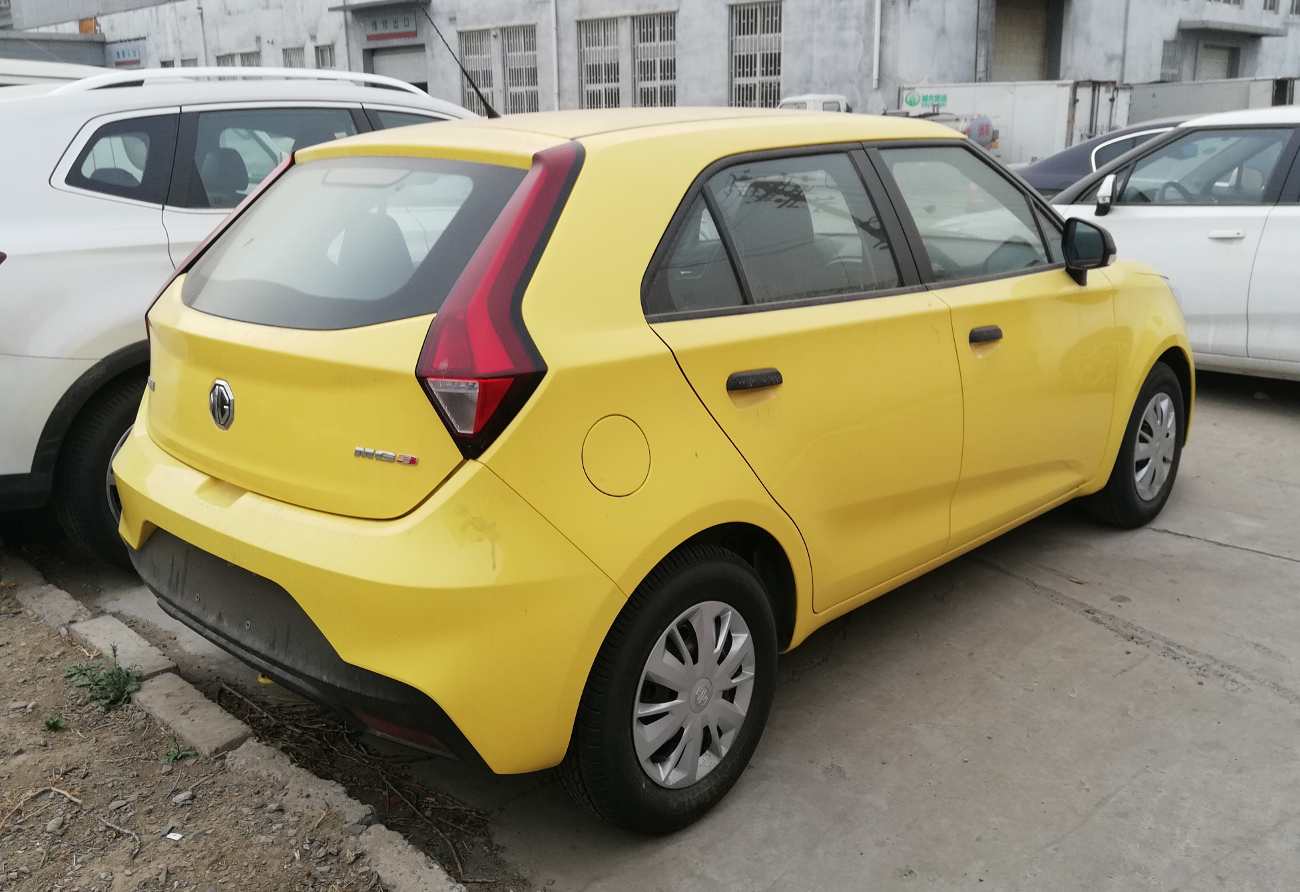
MG 3 II - tył po drugim liftingu

MG 3 II został zaprezentowany po raz pierwszy w 2011 roku.
Z początkiem drugiej dekady XXI wieku, koncern SAIC skoncentrował się na modernizacji i rozbudowie oferty modelowej marek Roewe i MG o nowe pojazdy, zbudowane już bez wykorzystania kupionego od Brytyjczyków zaplecza technologicznego opartego na konstrukcjach z lat 90. XX wieku. 
Jednym z etapów modernizacji była prezentacja zbudowanej od podstaw przez zespół nowego, brytyjsko-chińskiego MG, drugiej generacji modelu 3. Pojazd opracowano w centrum rozwojowym w Longbridge w Wielkiej Brytanii po trwającym 4 lata procesie rozwojowym.
Pod kątem wizualnym MG 3 drugiej generacji rozwinęło koncepcję zapowiedzianą w 2010 roku przez prototyp MG Zero Concept. Samochód zyskał agresywną stylizację, z ostro ukształtowanymi reflektorami, wąską atrapą chłodnicy zdominowaną przez logo producenta, a także wysoko poprowadzoną linią szyb ze słupkiem A pomalowanym na czarno, tworząc optycznie jeden pas z szybami.
Gamę jednostek napędowych utworzyły trzy jednostki czterocylindrowe konstrukcji koncernu SAIC. Poza 1,3-litrowym silnikiem o mocy 68 KM, w ofercie znalazły się także dwa 1,5-litrowe - słabszy o mocy 110 KM i turbodoładowany, mocniejszy, rozwijający 158 KM.

### Restylizacje
Wiosną 2013 roku MG 3 drugiej generacji przeszło pierwszą modernizację. Przyniosła ona zmiany w wyglądzie zderzaka, gdzie pojawił się inaczej ukształtowany wlot powietrza i diody LED do jazdy dziennej w kształcie bumeranga, a także inne wkłady lamp tylnych. 
W lutym 2018 roku MG 3 II przeszło, znacznie rozleglejszą niż poprzednio restylizację nadwozia. Samochód zyskał zupełnie nowy wygląd przedniej części nadwozia z charakterystycznym sześciokątnym wlotem powietrza, nawiązując do modelu ZS, a także otrzymując większe, wielokątne reflektory. Ponadto, restylizacja przyniosła nowy projekt deski rozdzielczej z większym wyświetlaczem systemu multimedialnego.

### Sprzedaż
W ciągu pierwszego roku produkcji MG 3 II był produkowany i sprzedawany wyłącznie na wewnętrznym rynku chińskim, gdzie jego debiut miał miejsce wiosną 2011 roku. Rok później, wiosną 2012 roku, rozpoczęto jego eksport także do Chile.
W 2013 roku pojazd zadebiutował w Wielkiej Brytanii jako pierwszym i zarazem jedynym rynku europejskim, gdzie jego produkcję uruchomiono w dawnych zakładach MG Rover w Longbridge.  W marcu 2015 roku MG 3 zadebiutowało z kolei ostatnim z głównych rynków zbytu, trafiając do sprzedaży i lokalnej produkcji w Tajlandii.
Pomimo decyzji o zamknięciu brytyjskich zakładów produkcyjnych MG Motor UK w Longbridge we wrześniu 2016 roku, koncern SAIC zdecydował się na kontynuowanie sprzedaży modelu dzięki eksportowi z Chin.

### Silniki
- R4 1.3l 68 KM
- R4 1.5l 110 KM
- R4 1.5l Turbo 158 KM

## Trzecia generacja

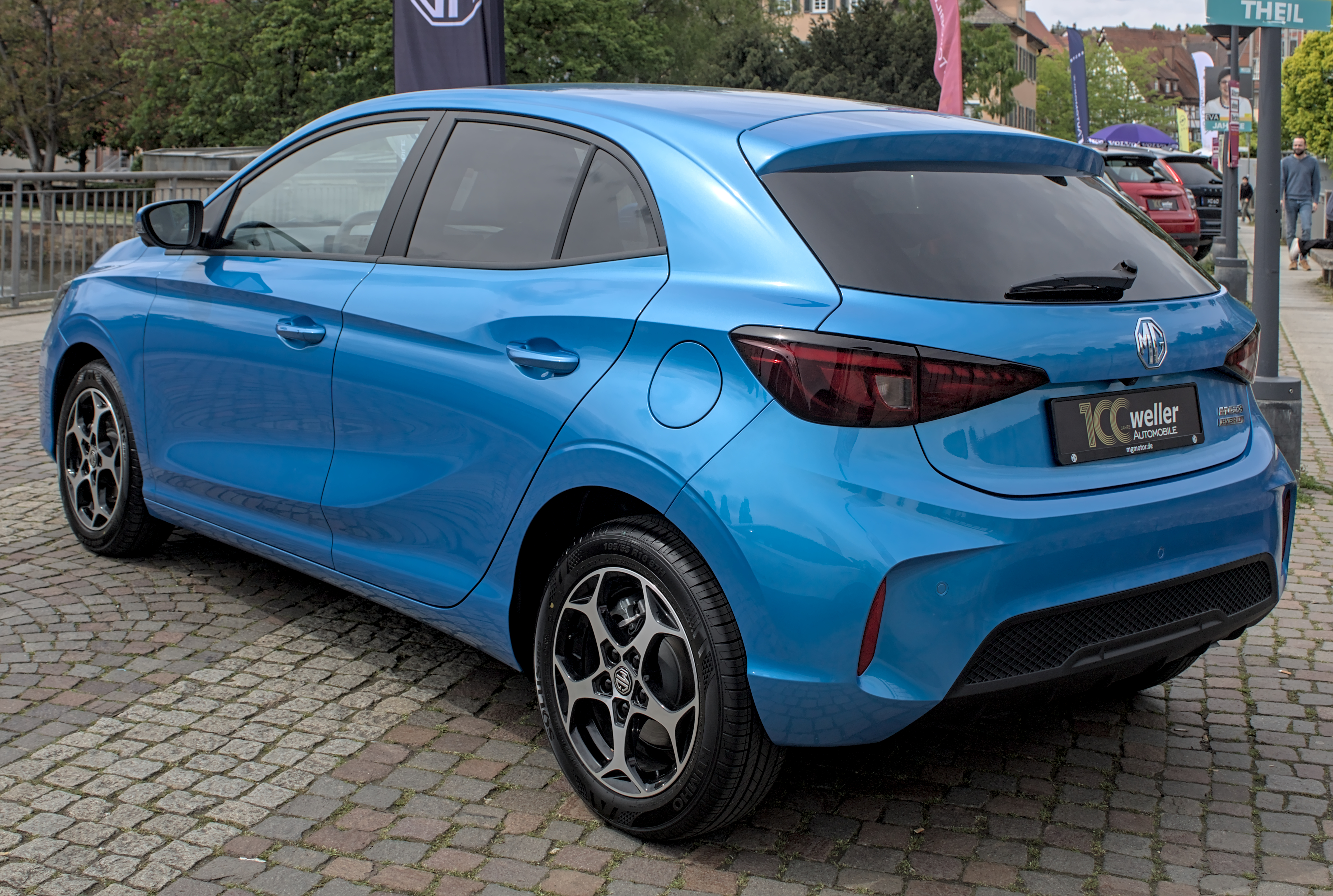
MG 3 III - tył

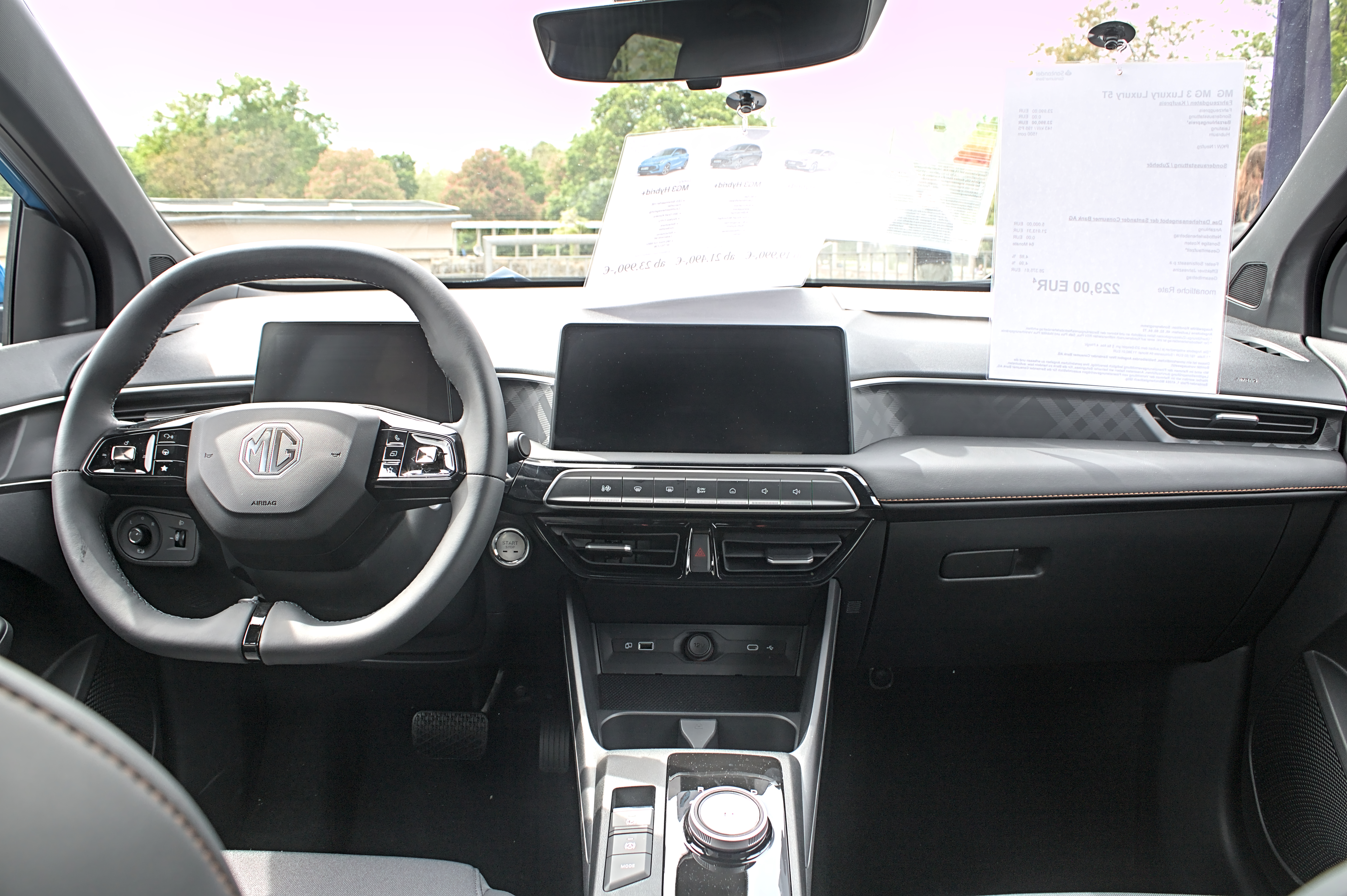
MG 3 III - kokpit

MG 3 III został zaprezentowany po raz pierwszy w 2024 roku.
Po 13 latach rynkowej obecności dotychczasowego wcielenia MG 3, kolejne wcielenie miało swoją światową premierę podczas szwajcarskiej wystawy Geneva Motor Show 2024. Samochód został opracowany przez europejskich i chińskich konstruktorów, adaptując język stylistyczny przedstawionego 2 lata wcześniej kompaktowego MG 4. Agresywna stylizacja wyróżniła się obfitymi przetłoczeniami na drzwiach, ostro ukształtowanym pasem przednim i nisko osadzonym, trapezoidalnym wlotem powietrza.
Kabina pasażerska utrzymana została w prostym wzornictwie, z deską rozdzielczą zdominowaną przez dwa wyświetlacze: 7-calowy ekran cyfrowych zegarów oraz centralny, 10,25 calowy ekran systemu multimedialnego wzbogacony niżej osadzonymi fizycznymi przyciskami. Tunel środkowy został poprowadzony pod kątem w kierunku kokpitu, z okrągłym selektorem do wyboru trybów jazdy. Producent przewidział rozbudowane wyposażenie opcjonalne, mogące objąć m.in. podgrzewaną kierownicę oraz przednie fotele, a także kamerę do manewrowania z obrazem 360 stopni.
Podstawową jednostką napędową został 1,5 litrowy wolnossący silnik benzynowy o mocy 109 KM i 142 Nm maksymalnego momentu obrotowego. Jednostkę połączono z bezstopniową przekładnią automatyczną CVT symulującą zmianę biegów w zakresie do 8 wirtualnych przełożeń, z dodatkową zastosowania także opcją manualnej przekładni.

### 3 Hybrid+
Specjalnie z myślą o rynku europejskim opracowana została spalinowo-elektryczna odmiana Hybrid+, stanowiąca konkurencyjne rozwiązanie wobec m.in. podobnej technologii Toyoty czy Renault. Benzynowy silnik o pojemności 1,5 litra 102 KM połączono z 136-konnym silnikiem elektrycznym i bateria 1,83 kWh, pracując razem w Cyklu Atkinsona i rozwijając niesumaryczną moc 194 KM. Hybrydowy układ pozwolił rozpędzić się od 80 do 120 km/h w 5 sekund, maksymalnie osiągnąć 170 km/h i uzyskać ok. 4,4 litra spalania na 100 kilometrów. Przeniesienie napędu wsparła automatyczna przekładnia o 3 przełożeniach.

### Sprzedaż
Głównym rynkiem zbytu dla trzeciej generacji MG 3 została Europa, z debiutem rynkowym latem 2024 roku. Ponadto, samochód poszerzył ofertę MG Motor na innych rynkach globalnych, poczynając od Bliskiego Wschodu wiosną 2024 roku.

### Silniki
- R4 1.5l 109 KM